# Bannister (rzeka)
Bannister – rzeka w Australii, w stanie Australia Zachodnia. Ma 50 km długości. Wypływa na wschód od miejscowości North Bannister, płynie głównie w kierunku południowym. W pobliżu miasta Boddington uchodzi do rzeki Hotham, która z kolei jest dopływem rzeki Murray. Rzeka została nazwana w 1832 roku przez nadzorczego geodetę J.S. Roe'a na cześć kapitana Thomasa Bannistera, który odkrył ją w grudniu 1830 roku.